# خوسيه مارتينز
خوسيه مارتينز (2 أغسطس 1966 لشبونة البرتغال - ) هو لاعب كرة قدم برتغالي يلعب كمدافع.

## روابط خارجية
- خوسيه مارتينز على موقع قاعدة بيانات كرة القدم.إي يو (الإنجليزية)
- خوسيه مارتينز على موقع ناشيونال فوتبول تيمز (الإنجليزية)